# Centrální registr administrativních budov
Centrální registr administrativních budov (CRAB) je ze zákona neveřejný informační systém veřejné správy určený k podpoře hospodárného využívání administrativních budov patřících státu nebo státem užívaných. Registr spravuje Úřad pro zastupování státu ve věcech majetkových (ÚZSVM), avšak data do registru zadávají samy státní instituce, které jsou garanty správnosti svých dat. Pokud ÚZSVM v registru objeví chybná data, vyzývá příslušnou instituci k nápravě. ÚZSVM však nemá žádné zákonné možnosti, jak k tomu ostatní instituce přinutit, což konstatoval i Nejvyšší kontrolní úřad (NKÚ) ve své zprávě.
Zakázka na vybudování registru byla v roce 2010 přidělena bez soutěže, protože se mělo jednat o rozšíření již existujícího Informačního systému o majetku státu od totožného dodavatel. V roce 2019 byl CRAB přesoutěžen v otevřeném zadávacím řízení a úspora nákladů od 1. 1. 2020 dosáhla 90 %.

## Účel registru
Registr shromažďuje údaje o ploše kanceláří a jejich obsazenosti a i ostatních ploch v administrativních budovách. ÚZSVM dále díky údajům v CRAB např. porovnává v obcích, jaký je státem hrazený a inkasovaný nájem. Kde hrazené nájemné překročí průměrné nájemné v dané obci, či kde je inkasované nájemné podprůměrné, vyzývá ÚZSVM státní instituce k nápravě. ÚZSVM také pomocí dat z CRAB analyzuje průměrné výdaje na provoz a údržbu administrativních budov za celou ČR a porovnává je s průměrnými výdaji u jednotlivých budov. Jedná se například o výdaje na úklid, ostrahu, plyn, vodu, teplo, elektřinu. ÚZSVM upozorňuje státní instituce na výdaje, které převyšují průměr zjištěný za ČR a vyzývá je k přijetí opatření (přesoutěžení, jednání s dodavateli o snížení plateb, atd.). ÚZSVM na základě údajů z CRAB zpracovává dislokační záměry - plány přesunu státních úřadů s cílem zvýšení efektivnosti.
Zpráva Nejvyššího kontrolního úřadu z roku 2017 konstatovala, že státu chyběly jasné cíle, čeho chce při správě a využívání nemovitostí dosáhnout. Dále upozorňuje, že kvalita vedených údajů o budovách je stále nízká, například Ministerstvo vnitra v roce 2016 využilo zákonné možnosti vyjmout z CRAB údaje o většině svých evidovaných budov, čímž se počet objektů v registru snížil zhruba na 2 700, což komplikuje účelné využívání registru. ÚZSVM s některými výhradami NKÚ souhlasil, jiné rozporoval.

## Datový obsah
Strukturu a rozsah údajů vedených v centrálním registru administrativních budov a termíny pro jejich poskytování, jakož i rozsah a podmínky jejich sdílení stanovila vláda svým nařízením. Pro každý objekt se povinně eviduje 255 ukazatelů, např. roční spotřeba elektřiny, roční spotřeba studené vody, celková plocha podlaží, či počet kanceláří. Většina z údajů se však vkládá pouze jednorázově, v roční periodě se vkládá 52 údajů.

## Informační systém
Hlavním provozovatelem CRAB byla v začátku firma IBM Česká republika, spol. s r.o. Subdodavatelem projektu byla např. společnost GC System a.s., která dodává i pro jiné státní projekty (např. RUIAN, ČEZ datové centrum, infrastruktura státních maturit CERMATu, národní digitální knihovna, infrastruktura pro SZIF).
V roce 2019 byl provoz, podpora a rozvoj CRAB přesoutěžen v otevřeném zadávacím řízení a úspora nákladů od 1. 1. 2020 dosáhla 90 %. Novým dodavatelem je společnost MERIT Group, a. s.

## Vkládání dat
Zákon o majetku státu upravuje hospodaření organizačních složek státu. Tyto organizace jsou poskytovateli a uživateli údajů centrálního registru administrativních budov. Do registru vkládají "úplné a pravdivé údaje o nemovitých věcech". O majetku, který se do centrálního registru administrativních budov nezařadí, mají pravomoc rozhodnout: ministr obrany, ministr vnitra, ředitel Bezpečnostní informační služby, ředitel Úřadu pro zahraniční styky a informace a ředitel Generální inspekce bezpečnostních sborů. Rozhodnutí si může vyhradit nebo ho změnit vláda ČR.
CRAB také přebírá a využívá údaje z informačního systému katastru nemovitostí (ISKN) a ze základního registru územní identifikace, adres a nemovitostí (RÚIAN).

## Výpis dat
Větší část registru je ze zákona neveřejná. Z registru jsou generovány veřejné reporty dostupné na webu Otevřená data Ministerstva financí.
Organizační složka státu má vždy přístup k údajům, které do registru poskytla. O další údaje může požádat ÚZSVM. Na neveřejném portálu může sledovat nabídky užívání nemovitých věcí od ostatních organizačních složek.

## Historie
2004Firma IBM dodala Úřadu pro zastupování státu ve věcech majetkových Informační systém o majetku státu (ISMS). Systém zůstal majetkem IBM (know-how, licence).
5/2008usnesením Vlády ČR, č. 536 byl schválen projektový záměr na zavedení centralizované evidence nemovitého majetku státu
11/2010Firma IBM dostala od ÚZSVM zakázku v hodnotě 110 mil. korun na technický návrh a realizaci CRAB jako nadstavby Informačního systému o majetku státu. Úřad nevypsal výběrové řízení, ale oslovil pouze jednoho uchazeče. Společnost IBM byla vyzvána k předložení nabídky jako dodavatel původního Informačního systému o majetku státu z roku 2004.
2011agentura Bison & Rose získala 1,79 milionu korun za zakázku s názvem "Publicita", pod nímž se skrývá mediální kampaň ke CRAB. Podle dokumentů uložených na úřadu agentura fakturovala například za tiskovou zprávu 23 až 113 tisíc korun. Za čtyřhodinovou prezentaci ke CRABu pro státní instituce úřad zaplatil 649 tisíc korun.
12/2012Spuštění Centrálního registru administrativních budov. Vláda schválila povinnou evidenci a uložila členům vlády zabezpečit ji nejpozději do prvního července roku 2013.
10/2013Trestní oznámení na Úřad pro zastupování státu ve věcech majetkových. Policie oznámení odložila jako nedůvodné.
11/2013Ze všech budov, které měla dle odhadů státní správa užívat, byly do registru zaneseny kompletní informace jen o 1 366.
12/2014ministr financí nařídil okamžitý a mimořádný audit kauzy CRAB. Auditní zpráva uvádí, že z 254 milionů korun bylo v souladu se zákonem utraceno jen 73 milionů korun. Hlavní porušení zákona spočívalo v tom, že zakázky dostávala bez výběrových řízení firma IBM.
2015CRAB byl dle ÚZSVM naplněn daty z 99,9 %.
2016Ministerstvo vnitra a Ministerstvo obrany vyňaly z registru z důvodu bezpečnosti některé své budovy. Počet objektů v registru se tak snížil o více než třetinu.
3/2016Do zákona o majetku státu se vkládají nové § 14a a 14b, které upravují provozování CRAB ze strany ÚZSVM. Do té doby bylo vše řešeno podzákonnou úpravou.
2/2017Národní centrála proti organizovanému zločinu SKPV zahájila vyšetřování CRAB. Žádný výsledek vyšetřování nebyl dosud zveřejněn.
12/2017NKÚ zveřejnil výsledek kontrolní akce. CRAB stál 550 milionů korun. Údaje v registru nejsou zadávány ze strany organizačních složek státu správně, což narušuje spolehlivost systému. ÚZSVM s některými výhradami NKÚ souhlasil, jiné rozporoval.
12/2017ÚZSVM dosáhl v rámci platné smlouvy slevy na provoz systému ve výši 12,4 mil. Kč, což představovalo snížení plateb o 16,4 %.
7/2019ÚZSVM vyhlásil transparentní otevřené zadávací řízení na služby CRAB po přechodnou dobu do nasazení zcela nového informačního systému, který bude dodán jako dílo.
1/2020Služby CRAB poskytuje nový dodavatel MERIT Group, a. s. vzešlý z otevřeného zadávacího řízení. Výdaje na provoz systému klesly o 90 %.